# Carlos de Dios Murias
Carlos de Dios Murias, OFM Conv. (10. října 1945, San Carlos Minas – 18. července 1976, Chamical) byl argentinský římskokatolický kněz, řeholník Řádu menších bratří konventuálů, zavražděný během špinavé války. Katolická církev jej uctívá jako blahoslaveného mučedníka.

## Život
Narodil se dne 10. října 1945 do bohaté rodiny. Jeho matka je učitelka a otec je velkostatkář a politik. Původně se měl stát vojákem, avšak rozhodl se stát řeholníkem a roku 1965 vstoupil do noviciátu Řádu menších bratří konventuálů, jehož členové se nazývají minorité. Roku 1966 složil řeholní sliby. Dne 17. prosince 1972 byl v Buenos Aires biskupem bl. Enrique Angelelli vysvěcen na kněze.
Poté nejprve působil jako profesor na semináři svého řádu v Buenos Aires a poté sloužil v chudinských farnostech na okraji města. Roku 1975 získal od svých nadřízených povolení působit v diecézi La Rioja, kde se stal spolupracovníkem biskupa bl. Enrique Angelelli, který jej v minulosti vysvětil na kněze. Sdílel s ním tytéž názory ohledně politické situace.
Časté konflikty a nespokojenost vedly k rozpoutání špinavé války v Argentině, při které docházelo za aktivní účasti státní moci k perzekuci a vraždám aktivistů.
Dne 18. července 1976 byl spolu se svým společníkem knězem bl. Gabrielem Longueville unesen z kláštera, ve kterém pobýval a převezen na leteckou základnu v Chamical. Zde byl se svým společníkem vyslýchán a mučen. Poté byli oba zabiti.
O dva dyn později byly na silnici nalezeny jejich těla se známkami mučení a plná kulek. Pohřbu předsedal dne 22. července 1976 biskup bl. Enrique Angelelli. Ten se 4. srpna téhož roku stal obětí atentátu. Na místě nálezu těl se každoročně koná pouť.
Dne 7. prosince 2012 odsoudil soud za zavraždění dvou kněží k doživotnímu vězení bývalého armádního velitele Luciana Benjamína Menéndeze a jeho komplice.

## Úcta
Jeho beatifikační proces započal dne 24. července 2011, čímž obdržel titul služebník Boží. Dne 8. června 2018 podepsal papež František dekret o jeho mučednictví.
Blahořečen byl spolu s dalšími třemi mučedníky špinavé války (Enrique Angelelli, Gabriel Longueville a Wenceslao Pedernera) dne 27. dubna 2019 ve městě La Rioja. Obřadu předsedal jménem papeže Františka kardinál Giovanni Angelo Becciu.
Jeho památka je připomínána 17. července. Je zobrazován v kněžském rouchu.